# Megasporaceae
Megasporaceae is een botanische naam voor een familie van korstmossen behorend tot de orde Pertusariales. Het typegeslacht is Megaspora. De soorten uit deze familie zijn gelicheniseerd met groene algen en groeien op rotsen, vaak in maritieme klimaten dicht bij zoet water. Fylogenetische analyse heeft aangetoond dat deze familie verwant is aan de Pertusariaceae, een andere familie van korstmossen. Het geslacht Aspicilia werd naar deze familie verplaatst vanuit de familie Hymeneliaceae.

## Geslachten
De familie bestaat uit de volgende acht geslachten (tussen haakjes de aantallen soorten):
- Aspicilia (517)
- Aspiciliella (3)
- Circinaria (37)
- Lobothallia (22)
- Megaspora (4)
- Oxneriaria (9)
- Sagedia (91)
- Teuvoa(5)